# New York Islanders
Die New York Islanders (IPA: [njuː ˈjɔɹk ˈaɪlændɚs]) sind ein US-amerikanisches Eishockeyfranchise der National Hockey League aus New York. Es wurde am 6. Juni 1972 gegründet und nahm zum Beginn der Saison 1972/73 den Spielbetrieb auf. Die Teamfarben sind Royalblau, Orange und Weiß. Das Derby zwischen ihnen und den New York Rangers ist das einzige Stadtderby in der NHL.
Die Islanders tragen ihre Heimspiele mit Beginn der Saison 2021/22 in der UBS Arena aus und wurden zu Beginn der 1970er Jahre als zweites Team im New Yorker Ballungsraum angesiedelt, um den Bemühungen der Konkurrenzliga World Hockey Association, dort ein Team zu installieren, entgegenzuwirken. Bereits frühzeitig etablierte sich die Mannschaft an der Ligaspitze und drang in den Playoffs weit vor. Zu Beginn der 1980er Jahre gewann das Team schließlich viermal in Folge den prestigeträchtigen Stanley Cup und scheiterte beim fünften Anlauf im Finale. In den folgenden Jahren konnten sie nicht mehr an diese Erfolge anknüpfen und sind seitdem ohne weiteren Titelgewinn.

## Geschichte

### Die 1970er Jahre

#### Der Anfang
1972 wurde mit der World Hockey Association (WHA) eine Konkurrenzliga zur National Hockey League gegründet, die Teams in den größten Städten bzw. in der näheren Umgebung der großen Städte ansiedeln wollte. Bei der Suche nach einem geeigneten Standort im Bundesstaat New York erschien die im selben Jahr erbaute Multifunktionsarena, das Nassau Veterans Memorial Coliseum in Hempstead (New York), der passende Standort in der Umgebung von New York zu sein, um ein Konkurrenzteam zu den New York Rangers der NHL aufzubauen. Nassau County, der Besitzer des Nassau Veterans Memorial Coliseum, wollte jedoch nichts mit dem neuen WHA-Team, das New York Raiders heißen sollte, zu tun haben. Die einzige Möglichkeit, die WHA von dort fernzuhalten, war, ein NHL-Team dort zu beheimaten. Da auch NHL-Präsident Clarence Campbell keine Konkurrenz durch die WHA in der New York Metropolitan Area wollte, gelang es William Shea, der auch das Baseballteam der New York Mets in die Region brachte, die NHL von einer Erweiterung zu überzeugen. Obwohl die Liga erst zwei Jahre zuvor um zwei Teams erweitert worden war, beschloss man nun, zwei weitere Teams aufzunehmen. Die zwei neuen Franchises gingen nach Atlanta, wo die Atlanta Flames gegründet wurden, und an den Besitzer des Basketballteams New York Nets, Roy Boe, der sein Team in Hempstead (New York) unter dem Namen New York Islanders aufbaute. Da das Team in der unmittelbaren Umgebung der New York Rangers angesiedelt wurde, musste an die Rangers eine Entschädigung in Höhe von vier Millionen US-Dollar gezahlt werden.
Mit Ed Westfall hatte man sich im Expansion Draft 1972 einen NHL-Veteran von den Boston Bruins gesichert, der für die ersten Jahre Mannschaftskapitän des Teams war. Um ihn herum wurde durch General Manager Bill Torrey eine Mannschaft mit vielen jungen Spielern, wie Billy Smith, Bob Nystrom und Lorne Henning aufgebaut. So startete das Team 1972 in seine erste Saison. Auf Grund der geringen Erfahrung der Spieler schloss man die Saison mit einem der schlechtesten Ergebnisse der NHL-Geschichte ab. In 78 Spielen schaffte man nur 12 Siege bei 60 Niederlagen.
Da sie das schlechteste Team der Saison 1972/73 waren, hatten sie das Recht, den ersten Spieler im NHL Amateur Draft 1973 auszuwählen. Die Wahl fiel auf den 19-jährigen Verteidiger Denis Potvin, der bereits im Alter von 13 Jahren als „der nächste Bobby Orr“ genannt wurde. Hinzu kam mit Al Arbour ein neuer Trainer, der jedoch noch nicht viel Erfahrung in dem Job gesammelt hatte.
Auch in der Saison 1973/74 war man das schlechteste Team im Osten und verpasste die Playoffs, aber man verbesserte sich von 26 auf 56 Punkte und Denis Potvin erhielt die Calder Memorial Trophy als bester Rookie der NHL. 1975 erhöhte das Team die Punkteausbeute auf 88 und erreichte erstmals die Playoffs. Dort zeigten die Islanders sich in einem ganz anderen Licht als in den ersten zwei Jahren ihres Bestehens. In der ersten Runde schlugen sie den Lokalrivalen New York Rangers, in der zweiten Runde mussten die Pittsburgh Penguins die Segel streichen. Erst im darauf folgenden Halbfinale verlor man gegen die Philadelphia Flyers in einer hart umkämpften Serie nach sieben Spielen. Die herausragenden Spieler der Islanders waren Torhüter Billy Smith, Clark Gillies, Denis Potvin, Jean-Paul Parisé, Bob Nystrom und Glenn Resch.

#### Rasanter Aufstieg mit jungen Talenten
1975/76 hatte man mit Bryan Trottier einen weiteren jungen, talentierten Spieler, der 95 Punkte erzielte und als bester Rookie mit der Calder Memorial Trophy ausgezeichnet wurde. Erneut kam man bis ins Halbfinale, doch diesmal gab es eine deutlichere Niederlage als im Vorjahr. In fünf Spielen unterlag man den Montréal Canadiens. Und auch im Jahr darauf scheiterte man an dem Team aus Kanada im Halbfinale. Montréal war zu der Zeit die beste Mannschaft und schaffte in den zwei Jahren in den Playoffs 24 Siege bei drei Niederlagen. Die Islanders waren somit das einzige Team, das gegen die Canadiens in dieser Zeit gewinnen konnte.
In der Saison 1977/78 hatten die Islanders mit Mike Bossy ein weiteres Talent unter Vertrag, der den Erwartungen auch sofort gerecht wurde und so als dritter Spieler der Islanders zum besten Rookie gewählt wurde. Die Islanders entwickelten sich immer weiter zu einem der besten Teams in der Liga. Doch in den Playoffs scheiterte man diesmal bereits in der ersten Runde. 1978/79 lagen die Islanders auf Platz eins der NHL, konnten die guten Leistungen jedoch nicht in die Playoffs retten und schieden erneut in der ersten Runde aus. Bryan Trottier gewann in der Saison die Art Ross Trophy als bester Scorer und die Hart Memorial Trophy als wertvollster Spieler der Liga. Mike Bossy war mit 69 Toren der besten Torschütze der NHL. Trainer Al Arbour wurde als bester Trainer der Liga mit dem Jack Adams Award ausgezeichnet.
Neben dem Eis lief es für die Islanders nicht immer positiv. Teambesitzer Roy Boe bekam finanzielle Probleme als die Basketballliga ABA, in der seine New York Nets bisher spielten, mit der NBA fusionierte. Neben einer Gebühr in Höhe von drei Millionen US-Dollar musste er zusätzlich 4,8 Millionen an die New York Knicks als Entschädigung zahlen, da man in derselben Region beheimatet war. Aufgrund des finanziellen Aufwands war Boe gezwungen Starspieler der Nets zu verkaufen, was zur Folge hatte, dass das Team in der NBA abrutschte.
Die finanziellen Probleme des Basketballteams betrafen auch die Islanders, so dass Boe sich entschied, beide Teams zu verkaufen. Für die Nets war relativ schnell ein Käufer gefunden, bei den Islanders gestaltete sich das schwieriger, doch schließlich fand er mit John Pickett jr. einen neuen Besitzer für die Islanders. Das Tagesgeschäft blieb aber weiterhin in den Händen von General Manager Bill Torrey.

### Die 1980er Jahre

#### Die Stanley-Cup-Jahre
Nachdem die Islanders die Regular Season 1978/79 dominiert hatten, dann aber in den Playoffs früh scheiterten, entschied sich Trainer Al Arbour sein Team so einzustellen, dass man zukünftig noch genug Energie für die Endrunde hatte. Die Folge war, dass die Mannschaft zum ersten Mal seit fünf Jahren weniger als 100 Punkte gewann, doch das Konzept von Arbour ging auf und am Ende gewannen die Islanders ihren ersten Stanley Cup. Trottier, Bossy und Potvin gehörten zu den wichtigsten Spielern in den Playoffs. Hinzu kam noch Butch Goring, den das Team kurz vor Ende der Transferperiode im März 1980 verpflichtet hatte. Bryan Trottier erhielt die Conn Smythe Trophy als wertvollster Spieler der Playoffs.
Die Dominanz der Islanders hielt weiter an. Das Team spielte in der regulären Saison 1980/81 wieder vorne mit und in den Playoffs auf ihrem Weg zum zweiten Stanley Cup kassierten sie lediglich drei Niederlagen. Die Conn Smythe Trophy erhielt diesmal Butch Goring.
1981/82 stellten die Islanders mit 118 Punkten einen neuen Franchiserekord auf und belegten Platz eins in der NHL. Billy Smith wurde als bester Torhüter der NHL mit der Vezina Trophy ausgezeichnet. In den Playoffs gewannen sie in der ersten Runde, die als Best-of-5-Serie ausgetragen wurde, im fünften Spiel. Im Viertelfinale kassierten sie zwei Niederlagen, doch im Anschluss wurden alle Gegner bezwungen und die Islanders gewannen sowohl das Halbfinale als auch das Finale in je vier Spielen und gewannen den dritten Stanley Cup in Folge. Mike Bossy wurde diesmal zum wertvollsten Spieler der Playoffs ernannt.
Im Jahr darauf setzten die Islanders ihre Siegesserie in den Playoffs fort. Erst wurden die Washington Capitals besiegt, danach die New York Rangers und im Halbfinale schlugen sie die Boston Bruins. Im Finale trafen sie auf die Edmonton Oilers um Wayne Gretzky, doch die Islanders blieben siegreich und gewannen mit einem „Sweep“ den vierten Stanley Cup. Goalie Billy Smith erhielt die Conn Smythe Trophy als MVP der Playoffs.
1983/84 wollten die Islanders ihren fünften Stanley Cup in Folge und damit den fünften Triumph ihres erst zwölf Jahre dauernden Bestehens. Es lief wieder alles nach Plan für das Team. Sie belegten Platz eins in ihrer Conference und schlugen in der ersten Playoff-Runde abermals ihren Lokalrivalen aus Manhattan. Die nächste Serie gewannen sie gegen die Washington Capitals mit 4-1 und im Conference-Finale die Montréal Canadiens mit 4-2. Im Finale standen sie den Edmonton Oilers gegenüber, die im vergangenen Jahr gegen die Islanders klar unterlegen waren. Doch diesmal drehten sie das Spiel und die Islanders gewannen lediglich ein Spiel in der Finalserie. Der Stanley Cup ging nach Edmonton.

#### Langsamer Abstieg
Das verlorene Finale stellte einen Wendepunkt für die New York Islanders dar. Die folgende Saison spielten sie nicht mehr so überragend, wie in den Jahren zuvor. Bereits in der zweiten Runde der Playoffs schieden sie aus. 1985/86 war die Saison bereits nach der ersten Runde vorbei. Mit der Zeit verließen mehrere Spieler der Stanley-Cup-Mannschaft das Team. Nystrom und Gorin beendeten ihre Karriere und Clark Gillies wechselte zu den Buffalo Sabres. Auch Trainer Al Arbour beendete 1986 seine Karriere. Mit Terry Simpson kam ein neuer Trainer und mit Pat LaFontaine, Pat Flatley und Brent Sutter junge Spieler.
In den Playoffs 1987 gewannen die Islanders gegen die Washington Capitals eines der berühmtesten Spiele der NHL-Geschichte durch ein Tor von LaFontaine in der vierten Verlängerung. Doch nach der zweiten Runde war die Saison bereits zu Ende. Mike Bossy erklärte seinen Rücktritt und ein Jahr später folgte ihm Denis Potvin, der damals Rekorde als bester Torschütze, Vorlagengeber und Scorer unter den Verteidigern der NHL-Geschichte aufstellte. Heute haben sie allerdings keinen Bestand mehr. In seiner letzten Saison für die Islanders erreichte er wieder die Playoffs, nachdem das Team den Titel in der Patrick Division geholt hatte. Doch über die erste Runde kamen sie nicht hinaus.
1988/89 stürzten die Islanders in der Tabelle ab. Gleichauf mit den Nordiques de Québec belegten sie den letzten Platz der NHL. Torhüter Billy Smith, der als einziger Spieler der Gründungsmannschaft von 1972 noch verblieben war, beendete nach diesem Tiefpunkt seine Karriere. Während dieser Saison wurde Trainer Simpson gefeuert und Stanley-Cup-Trainer Al Arbour übernahm noch einmal den Trainerposten.

### Die 1990er Jahre

#### Neue Gesichter
1989/90 schafften es die Islanders wieder zurück in die Playoffs, scheiterten dort in der ersten Runde allerdings an den New York Rangers. Nach der Saison wurde Bryan Trottiers Vertrag ausbezahlt und er unterschrieb bei den Pittsburgh Penguins. Die Rückkehr in die Playoffs war nur von kurzer Dauer und die Mannschaft erreichte nur 60 Punkte in der regulären Saison. Nur in den ersten zwei Jahren ihres Bestehens hatten sie weniger geholt. Frustriert von der sportlichen Talfahrt verließ 1991 mit Pat LaFontaine der einzige richtige Star das Team. Im Oktober 1991 vollzog General Manager Bill Torrey einen „Blockbuster“-Transfer und tauschte LaFontaine, Kapitän Brent Sutter, sowie einige andere Spieler für eine Gruppe junger Spieler zu denen u. a. Pierre Turgeon, Uwe Krupp, Benoît Hogue und Steve Thomas gehörten. Zusammen mit talentierten Spielern, wie Derek King, Pat Flatley und Ray Ferraro, sowie Wladimir Malachow und Darius Kasparaitis aus Osteuropa konnte ein neues Team zusammengestellt werden.
Nach einem weiteren Jahr ohne Playoffteilnahme trat Bill Torrey 1992 als General Manager des Teams zurück, um den Florida Panthers, die als neues NHL-Franchise erst gegründet wurden, zu helfen. Don Maloney wurde zum neuen GM ernannt. Unter seiner Führung schafften es die Islanders 1992/93 wieder aus dem Keller der Tabelle und zogen in die Playoffs ein. Ray Ferraro schoss mehrere entscheidende Tore in der ersten Runde der Playoffs gegen die Washington Capitals, doch die Euphorie wurde gebremst als Starcenter Pierre Turgeon während des Jubels über sein Tor, das die Serie gegen Washington entschied, vom gegnerischen Kapitän Dale Hunter von hinten umgecheckt wurde und sich dabei verletzte. Turgeon sollte die zweite Runde nicht spielen können, Hunter bekam eine Sperre für 21 Spiele. In der zweiten Runde warteten die Pittsburgh Penguins, die in den letzten zwei Jahren den Stanley Cup gewannen und mit Stars, wie Mario Lemieux, Jaromír Jágr und Ron Francis gespickt waren. Doch die Islanders hielten als krasser Außenseiter dagegen und schafften die Sensation, als sie im entscheidenden siebten Spiel in der Verlängerung siegten und ins Conference-Finale einzogen. Dort standen sie den Montréal Canadiens gegenüber und verloren in fünf Spielen. Montréal holte sich schließlich im Finale den Stanley Cup.
GM Maloney veränderte seit seinem Amtsantritt nichts am Team, außer dass er nach der Saison Ron Hextall als neuen Torhüter holte. Der bisherige Stammtorhüter Glenn Healy wurde im NHL Expansion Draft 1993 von den Mighty Ducks of Anaheim ausgewählt, stand jedoch zu Beginn der Saison 1993/94 im Kader des Lokalrivalen New York Rangers, was Maloney wenig Sympathien bei den eigenen Fans einbrachte. Hextall galt zwar als ein sehr guter Torhüter, doch er konnte die Erwartungen nicht erfüllen. Des Weiteren konnten die Islanders zwar in die Playoffs einziehen, scheiterten dort aber schon nach vier Spielen an den Rangers. Hextall wurde nach der Saison nach Philadelphia geschickt und im Austausch kam Tommy Söderström als neuer Torhüter. Headcoach Al Arbour trat nach dem Scheitern in den Playoffs von seinem Amt zurück und beendete seine Karriere endgültig. Nachfolger wurde sein langjähriger Assistent und selbst ehemaliger Spieler der Islanders Lorne Henning. 1994/95 waren nur die Ottawa Senators schlechter als die Islanders.
Mit der Zeit wurde klar, dass Maloney schlecht gearbeitet hatte und seine einzige Amtshandlung in den Jahren zuvor, die zur Aufwertung des Kaders hätte führen sollen, die Verpflichtung von Hextall war. Henning entschied sich deshalb 1995 zu einem Umbau des Teams. Turgeon und Malakhow wurden für Kirk Muller und Mathieu Schneider zu den Montréal Canadiens transferiert, Hogue für den jungen Torhüter Éric Fichaud zu den Toronto Maple Leafs. Muller sollte aber in zwei Jahren nur 45 Spiele absolvieren und wurde dann nach Toronto geschickt. Trainer Lorne Henning wurde entlassen und durch Mike Milbury ersetzt.

#### Missmanagement und sportliche Durststrecke
Noch vor dem Start der Saison 1995/96 änderten die Islanders das Design der Trikots und das Teamlogo, welches das „Fischerman-Logo“ genannt wurde, weil über dem Schriftzug „Islanders“ eine Figur ist, die einen Eishockeyschläger in der Hand hält und wie ein Fischer aussieht. Das neue Design wurde zum Desaster und man entschied sich nach nicht mal einem Jahr, dass man wieder zum ursprünglichen Design zurückkehren wolle. Das „Fischerman-Logo“ führte dazu, dass sich die Fans der New York Rangers darüber lustig machten und während Spielen Gesänge anstimmten, wie „We want fish sticks“ (Wir wollen Fischstäbchen). Und auch auf dem Eis gab es keine Erfolge zu verzeichnen und man schaffte nur 22 Siege in 82 Spielen. Noch während der Saison wurde Maloney als General Manager entlassen. Mike Milbury übernahm neben seinem Posten als Trainer nun auch den als General Manager.
1996 kaufte Geschäftsmann John Spano die Islanders für 168 Millionen US-Dollar. 80 Millionen zahlte er für das Team und den Rest für den lukrativen Fernsehvertrag, den der langjährige Besitzer John Pickett jr. abgeschlossen hatte. Das Geld für das Team erhielt Spano über ein Darlehen einer Bank und für den TV-Vertrag sollte er jährlich eine Rate von 16,7 Millionen US-Dollar bezahlen. Nachdem die erste Rate aber ausblieb, konnte Spano Pickett einen Brief einer Londoner Bank vorlegen, dass das Geld bald da sein sollte, worauf endgültig der Vertrag abgeschlossen wurde. Aber das Geld ging weiterhin nicht ein und Pickett schaltete den Vorsitzenden der NHL Gary Bettman ein. Es stellte sich heraus, dass Spano ein Betrüger war, der mit gefälschten Unterlagen gearbeitet hatte. Außerdem liefen während des Vertragsabschlusses zwei Gerichtsverhandlungen gegen ihn. Spano floh auf die Cayman Islands, stellte sich später und wurde wegen Betrugs schließlich zu sechs Jahren Gefängnis verurteilt. John Pickett blieb Besitzer der Islanders.
Während der Saison 1996/97 gab Mike Milbury seinen Posten als Cheftrainer ab und kümmerte sich nur noch um die Geschäfte als General Manager. Die Playoffs wurden erneut verpasst und während der Saison 1997/98 übernahm er wieder den Posten als Cheftrainer um ihn in der Saison 1998/99 wieder an Bill Stewart abzugeben. 1999 wurde Butch Goring Trainer der Islanders, der als Spieler großen Anteil an den Stanley-Cup-Siegen Anfang der achtziger Jahre hatte. Die Playoffs wurden in den Jahren nie erreicht.
John Pickett jr. fand endlich einen Käufer für das Team. Howard Milstein und Steven Gluckstern, Mitbesitzer der Phoenix Coyotes, übernahmen das Team. Die neuen Besitzer stellten dem Team nur ein eher kleines Budget zur Verfügung, um eher Gewinn zu erwirtschaften. Auf Grund des niedrigen Budgets musste das Team Spieler, wie Bryan Berard, Žigmund Pálffy oder Trevor Linden abgeben. Des Weiteren wurden auch im Management Fehler begangen. Junge Spieler, wie Todd Bertuzzi oder Bryan McCabe wurden zu anderen Teams transferiert. Unter den verbliebenen Spielern zählte der Pole Mariusz Czerkawski zu den konstant guten Scorern.
2000 wurde das Team an Charles Wang und Sanjay Kumar verkauft.

### Neues Jahrtausend

#### Rückkehr in die Playoffs
General Manager Milbury transferierte 2000 die zukünftigen Starspieler Roberto Luongo und Olli Jokinen für Oleg Kvasha und Mark Parrish nach Florida, was ihm keine Sympathien bei den Fans einbrachte. Zudem hatten die Islanders den ersten Draftpick im NHL Entry Draft 2000. Milbury entschied sich für Torhüter Rick DiPietro, anstatt für die Stürmer Dany Heatley und Marián Gáborík. Bei der Presse und bei den Fans sorgte dieses Verhalten von Milbury für Verwirrung und Unverständnis, doch er rechtfertigte seine Entscheidungen damit, dass er das Team sofort verbessern wolle. Doch er scheiterte damit und die Islanders belegten in der Saison 2000/01 den letzten Platz in der Liga.
Als Folge des schlechten Spiels der Mannschaft entließ Milbury noch vor Saisonende Trainer und Islanders-Legende Butch Goring. Die Fans waren verärgert, dass Goring für die schlechte Leistung gehen musste und nicht Milbury. Außerdem ärgerten sie sich darüber, dass mit Peter Laviolette ein Neuling als Trainer verpflichtet wurde.
Vor der Saison 2001/02 wurden mit Alexei Jaschin und Michael Peca zwei Schlüsselspieler für die Centerposition verpflichtet. Zudem holte man mit Chris Osgood einen Torhüter, der mit den Detroit Red Wings bereits zweimal den Stanley Cup gewonnen hatte. Die Islanders begannen die Saison mit elf Siegen, einem Unentschieden und einer Overtime-Niederlage. Zum Ende der regulären Saison erreichten sie die Playoffs zum ersten Mal seit 1994. In der ersten Runde scheiterten sie dann nach sieben Spielen an den Toronto Maple Leafs.
2003 wurden erneut die Playoffs erreicht, doch wieder war nach der ersten Runde Schluss. Milbury, der bekannt für Entscheidungen war, die die Fans verärgerten, entließ daraufhin Peter Laviolette. Die Spieler sollen Milbury mitgeteilt haben, dass es an Vertrauen zum Trainer mangele. Steve Stirling wurde als Nachfolger unter Vertrag genommen.
2004 schieden die Islanders in der ersten Runde gegen den späteren Stanley-Cup-Champion Tampa Bay Lightning aus.
Die Saison 2004/05 fiel aufgrund des Lockouts aus und Milbury beschäftigte sich damit, den Kader zu verändern. Im Angriff kam für Michael Peca Mike York und es wurde Miroslav Šatan verpflichtet. Außerdem wurden für die Defensive Brent Sopel, Alexei Schitnik und Brad Lukowich geholt.
Nach der Beendigung des Lockouts wurde die Saison 2005/06 gestartet. Nach den letzten drei Spielzeiten, als die Islanders dreimal in Folge die Playoffs erreichten, schafften sie es diesmal nicht. Trainer Stirling wurde bereits im Januar 2006 entlassen und Assistenztrainer Brad Shaw wurde Interimstrainer. Zudem erklärte Milbury, dass er den Posten als General Manager abgeben werde, wenn ein Nachfolger gefunden ist.

#### Neue Strukturen
Ende Mai und Anfang Juli 2006 gab Teambesitzer Charles Wang bekannt, dass Neil Smith neuer General Manager wird, Ted Nolan den Posten als Trainer übernimmt und die ehemaligen Islanders-Spieler Pat LaFontaine und Bryan Trottier ins Management des Teams einsteigen. Nur einen Monat später wurde Smith wieder entlassen, da sie, so Wang, unterschiedliche Philosophien vertreten. Noch am selben Tag trat LaFontaine von seinem Posten zurück. Nachfolger von Smith wurde Garth Snow, der bis zu diesem Zeitpunkt hinter Rick DiPietro Ersatztorhüter war. Unter Smith wurden noch Brendan Witt, Tom Poti, Mike Sillinger und Chris Simon verpflichtet. Danach wurden mit Mike Dunham, Wiktor Koslow und Sean Hill noch drei weitere Spieler verpflichtet.
Im September 2006 gaben die Islanders bekannt, dass Torhüter Rick DiPietro einen Vertrag über 15 Jahre unterschrieben hat, der ihm insgesamt 67,5 Millionen US-Dollar einbringt. Es ist der längste Vertrag in der Sportgeschichte und sorgte für große Kritik bei den Medien und den Fans.
Im Oktober 2006 schloss sich Islanders-Legende und Mitglied der Hockey Hall of Fame Mike Bossy dem Management der Islanders an.
Ted Nolan, der indianischer Abstammung ist und fast 10 Jahre bei keinem Team mehr unter Vertrag war, obwohl er bei den Buffalo Sabres 1997 den Jack Adams Award als bester Trainer der NHL erhielt, konnte eine gute Mannschaft zusammenstellen und das Team bewegte sich während der gesamten Saison in Reichweite der Playoff-Plätze. Außerdem bewies Ex-Ersatztorhüter und nun Rookie-GM Snow ein glückliches Händchen bei kleineren Transfers, ehe ihm Ende Februar 2007 wenige Minuten vor dem Ende der Transferperiode ein überraschendes Transfergeschäft gelang. Mit Ryan Smyth holten die Islanders den besten Spieler der Edmonton Oilers nach New York, was besonders unter den Fans der Oilers für Kritik sorgte. Der Preis war mit drei Erstrunden-Draft-Rechten hoch, aber die Islanders holten mit ihm durch vier Siege in Folge am letzten Spieltag den achten und verbleibenden Playoff-Platz. Mit 3-2 nach Penaltyschießen gewannen sie das alles entscheidende Spiel gegen den Lokalrivalen New Jersey Devils und Ersatztorhüter Wade Dubielewicz war der herausragende Spieler bei den Islanders. Sportlicher Höhepunkt einer turbulenten Saisonschlussphase, in der Chris Simon wegen eines brutalen Stockschlags gegen Ryan Hollweg von den New York Rangers für 25 Spiele gesperrt wurde und Torhüter DiPietro mit einer Gehirnerschütterung in den letzten Spielen der regulären Saison fehlte. In den Playoffs unterlagen die Islanders den Buffalo Sabres mit 4:1, die das beste Team der regulären Saison waren.
Im Juni 2007 entschied das Management, sich von Mannschaftskapitän Alexei Jaschin zu trennen und ihm seinen noch vier Jahre laufenden Vertrag auszubezahlen. Der 2001 abgeschlossene Zehnjahresvertrag über 87,5 Millionen US-Dollar stieß schon damals auf große Kritik, da nicht garantiert war, dass Yashin tatsächlich die Erwartungen erfüllen werde. Am Ende waren seine Leistungen dem Management um Teambesitzer Charles Wang nicht mehr 6 Millionen US-Dollar pro Jahr wert. Am 3. November 2007 kehrte Al Arbour nochmals zurück, um das 1500. Spiel als Trainer der Islanders zu absolvieren. Durch einen 3:2-Sieg gegen die Pittsburgh Penguins gewann Arbour zudem zum 740. Mal als Coach der Islanders. Zu seinen Ehren wurde in der Halle an dem Tag des Spieles ein Banner mit der Zahl 1500 aufgehängt, die für die Anzahl der Spiele steht, bei denen er als Trainer die Mannschaft betreut hat. Anschließend an das Spiel übernahm Nolan wieder als Coach. Aufgrund ausbleibender Erfolge wurde er jedoch zur Saison 2008/09 durch Scott Gordon ersetzt.
Beim NHL Entry Draft 2009 wählten die New York Islanders den jungen kanadischen Center John Tavares, der in diesem Jahr als das vielversprechendste Nachwuchstalent galt, an der ersten Gesamtposition aus. In den kommenden Jahren sollte er einer der Schlüsselspieler der Mannschaft werden und er führte das Team ab 2013 bis zu seinem Abgang im Jahr 2018 als Kapitän an. Als weitere Spieler wurden u. a. Calvin de Haan, Casey Cizikas und Anders Lee ausgewählt, wobei die beiden Letzteren bis heute noch bei den Islanders spielen. Größere Erfolge blieben dennoch aus, weiter als in die erste Runde der Playoffs sollte man in den folgenden Jahren nicht gelangen.

### Die 2010er Jahre
Während der laufenden Saison 2010/11 übernahm Jack Capuano den Trainer-Posten von Gordon. Unter seiner Führung konnte das Team 2016 zum ersten Mal seit 1993 wieder eine Playoff-Serie gewinnen. Die New York Islanders besiegten die Florida Panthers in sechs Spielen mit 4:2. Allerdings schied man in der zweiten Runde der Playoffs gegen die Tampa Bay Lightning aus. In der ersten Hälfte der Folgesaison zeigte die Mannschaft schlechte Leistungen, sodass Capuano nach 42 von 82 Spielen der Regular Season durch den ehemaligen Spieler der Islanders Doug Weight ersetzt wurde.
Mit Mathew Barzal draftete man 2015 einen weiteren herausragenden Spieler; die Islanders wählen ihn den Center der 16. Gesamtposition aus. In seiner ersten vollständigen Saison in der NHL, der Spielzeit 2017/18, wurde der junge Kanadier mit der Calder Trophy, vergeben an den besten Neuling in der NHL, ausgezeichnet. Dabei hatte er in der Saison 85 Scorerpunkte erzielt, um 20 mehr als der nächstbeste Rookie. Er wurde der siebte NHL-Neuling und der erste seit Sidney Crosby in der Spielzeit 2005/06, der mehr als 20 Tore und mehr als 60 Assists in einer Saison verzeichnen konnte. Seit dieser Saison, in der Barzal seinen Durchbruch feierte, ist er – aufgrund seiner Schnelligkeit und seiner technischen Fähigkeiten – einer der wichtigsten Offensivspieler seiner Mannschaft.
Zur Saison 2018/19 übernahm Barry Trotz den Cheftrainer-Posten. In der Vorsaison gewann er zusammen mit seinem damaligen Team, den Washington Capitals, den Stanley Cup und trat dort anschließend zurück. Außerdem wurde Lou Lamoriello zum neuen Präsidenten und General Manager berufen. Nachdem der Kapitän John Tavares seinen Vertrag auslaufen ließ und zu den Toronto Maple Leafs wechselte, wurde Anders Lee zu seinem Nachfolger ernannt. In der ersten Saison unter dem neuen Coach führte Barry Trotz das Team in die zweite Runde der Playoffs, wofür er zum zweiten Mal in seiner Karriere mit dem Jack Adams Award ausgezeichnet wurde.
In der folgenden Saison, die aufgrund der Corona-Pandemie für mehrere Monate unterbrochen wurde, konnte erstmals seit 1993 wieder das Finale der Eastern Conference erreicht werden. Dort schied man gegen die späteren Stanley-Cup-Sieger aus Tampa Bay aus.

### Die 2020er Jahre
Im Dezember 2020 wurde das Team vollständig vom New York Islanders Hockey Club unter der Führung von Scott D. Malkin übernommen, nachdem die Investoren bereits 2016 die Mehrheit der Anteile von Charles Wang erworben hatten.
Auch die Saison 2020/21 wurde aufgrund der nach wie vor vorherrschenden Pandemie beeinträchtigt. So wurden z. B. die Divisionen neu aufgeteilt, wobei in der Regular Season jeweils nur innerhalb der Division gespielt wurde. Die New York Islanders wurden der Massmutual East Division zugeordnet. Um die schwere Verletzung von Anders Lee, der sich zu Beginn der Spielzeit am Knie verletzt hatte, auszugleichen, verpflichtete man die erfahrenen Angreifer Kyle Palmieri und Travis Zajac von den New Jersey Devils. In der Regular Season erzielte man den vierten Platz in der Division, womit man sich für die Playoffs qualifiziert hat. In der ersten Runde traf das Team auf die Sieger der East Division, die Pittsburgh Penguins, die man mit 4:2 Spielen besiegen konnte. Als Nächstes spielten die Islanders gegen die Boston Bruins in der zweiten Runde der Playoffs. Dank eines 4:2-Sieges in der Best-of-Seven-Serie zogen sie zum zweiten Jahr in Folge in das Stanley-Cup-Halbfinale ein, in dem sie – wie auch im Vorjahr – gegen die Tampa Bay Lightning antraten. Durch eine 0:1-Niederlage im entscheidenden siebten Spiel der Serie verloren die Islanders die Serie mit 3:4 Spielen und schieden erneut gegen die Mannschaft aus Florida aus. Im sechsten Spiel der Serie erzielte Anthony Beauvillier mit dem Tor zum 3:2-Endstand nach Verlängerung das letzte Tor im Nassau Veterans Memorial Coliseum, da das Team ab der kommenden Saison in die neue UBS Arena umgezogen ist.
Zur Saison 2021/22 verließen mit Offensivspieler Jordan Eberle und Verteidiger Nick Leddy zwei Spieler den Club, die in den vorigen beiden Saisons und den erfolgreichen Playoff-Teilnahmen in dieser Zeit eine wichtige Rolle gespielt haben. Eberle wurde im NHL Expansion Draft 2021 von den Seattle Kraken, die neu in die Liga einsteigen, ausgewählt. Leddy wurde per Trade zu den Detroit Red Wings transferiert; im Gegenzug stieß Richard Pánik zu der Mannschaft. Außerdem verpflichtete General Manager Lou Lamoriello Zach Parise und Zdeno Chára, der schon in den 1990er-Jahren für die Islanders spielte, um die beiden Abgänge zu kompensieren. Nach 13 Auswärtsspielen zum Start der Spielzeit spielten die Islanders am 20. November 2021 zum ersten Mal in der neu errichteten UBS Arena. In dem Spiel, das mit 2:5 gegen die Calgary Flames verloren ging, erzielte Brock Nelson das erste Tor des Teams in der neuen Heimstätte. Am 11. Dezember erzielten sie schließlich den ersten Sieg in der UBS Arena, als sie 4:2 gegen die New Jersey Devils gewannen. In dieser Saison verpasste das Team erstmals unter der Amtszeit von Trainer Barry Trotz die Qualifikation für die Stanley-Cup-Playoffs. Dies hatte wenig später Trotz’ Entlassung zur Folge. Lane Lambert, Trotz’ Assistenztrainer, wurde als dessen Nachfolger auf dem Cheftrainer-Posten vorgestellt.
In der Saison 2022/23 erreichte das Team zwar die Playoffs, schied allerdings in der ersten Runde gegen die Carolina Hurricanes aus. Nach wenig überzeugenden Leistungen in der folgenden Spielzeit wurde im Januar 2024 dann schließlich auch Lane Lambert entlassen. Daraufhin wurde Patrick Roy, Mitglied der Hockey Hall of Fame, der als Spieler selbst viermal den Stanley Cup gewonnen hat, als Trainer engagiert.

## Spielstätten

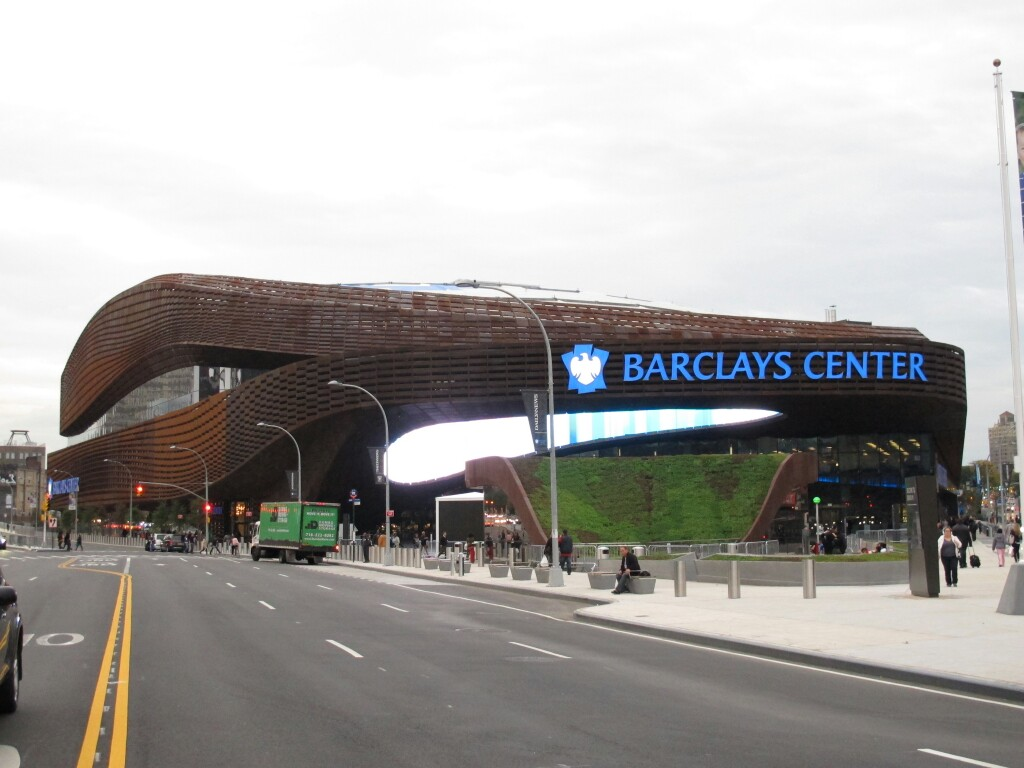
Das Barclays Center

Die Islanders trugen ihre Heimspiele von ihrer Gründung bis 2015 im Nassau Veterans Memorial Coliseum, einer 16.234 Zuschauer fassenden Mehrzweckhalle, aus. Häufig ist es ein Team, für das ein neues Stadion gebaut wird, anders verhält sich dies bei den Islanders und dem Nassau Veterans Memorial Coliseum. Um zu verhindern, dass ein Team der World Hockey Association in das bis dahin nur vom Basketballteam der New York Nets genutzte Stadion zog, gründete man die New York Islanders. Neben dem Madison Square Garden in Manhattan und der Joe Louis Arena in Detroit war das Nassau Veterans Memorial Coliseum eines von nur drei Stadien in der NHL, bei dem die Namensrechte nicht verkauft wurden.
Am 24. Oktober 2012 verkündete Charles Wang, Eigentümer der Islanders, dass das Franchise ab der Saison 2015/16 seine Heimspiele im Barclays Center im New Yorker Stadtteil Brooklyn austragen wird. Diese Wahl geriet allerdings schnell in die Kritik, da das Barclays Center ursprünglich nur für Basketball ausgelegt war, sodass es auf einigen Sitzplätzen zu Sichtbehinderungen kam. Darüber hinaus wurde die neue Spielstätte des Teams auch von den Fans nicht ausnahmslos akzeptiert.
In der Folge suchte das Management der Islanders bereits frühzeitig nach einer Alternative, die man im Dezember 2017 im Belmont Park fand. Auf dem Grund dieser ehemaligen, in Elmont auf Long Island befindlichen Pferderennbahn soll die UBS Arena mit 18.000 Plätzen für eine Mrd. US-Dollar (844 Mio. Euro) entstehen, die zur Saison 2021/22 fertiggestellt werden soll. Mitte Dezember 2017 präsentierten die Islanders gemeinsam mit dem New York City FC (MLS), der auf dem Gelände ein neues Fußballstadion für 26.000 Zuschauer bauen will, neue Details zu den Sportstätten. Ende Januar 2018 bestätigten die Islanders, dass man zur Saison 2018/19 temporär in das mittlerweile renovierte Nassau Veterans Memorial Coliseum zurückkehren werde. Es waren 12 der 41 Heimpartien der Regular Season im Coliseum geplant, bevor diese Zahl im Juni 2018 auf 20 erhöht wurde. Die restlichen 21 Spiele der Saison werden im Barclays Center ausgetragen.

## Besitzer und Farmteams
Erster Besitzer war der Bekleidungsfabrikant Roy Boe. Er verkaufte das Team in der zweiten Hälfte der 70er Jahre an John Pickett jr. Ende 1996 kaufte der in Dallas ansässige John Spano die Islanders von Pickett, bezahlte jedoch nicht, so dass Pickett das Team zurückbekam. Schließlich fand Pickett eine Gruppe um Howard Milstein und Steven Gluckstern (Mitbesitzer der Phoenix Coyotes), die ihm die Islanders abkauften.
2000 verkauften Milstein und Gluckstern an Charles Wang und Sanjay Kumar von Computer Associates. Der in Shanghai geborene Wang ist Gründer von Computer Associates, wurde inzwischen jedoch von Kumar als CEO abgelöst. Er kaufte Kumars Anteile an den Islanders und war zwischenzeitlich Mehrheitseigner des Teams. Häufig mischte er sich auch in sportliche Belange ein, was sein Ansehen bei den Fans in ein kritisches Licht rückte.
Mittlerweile gehört das Team dem New York Islanders Hockey Club um Scott D. Malkin, der das Team im Dezember 2020 vollständig von Wang übernahm, nachdem man bereits 2016 die Mehrheit der Anteile erworben hatte.
Zu den Islanders, wie zu allen anderen NHL-Teams, gehören auch mehrere andere Mannschaften in unterklassigen Ligen, die sogenannten Farmteams. Im Falle der Islanders sind dies zurzeit die Bridgeport Islanders (bis 2021: Bridgeport Sound Tigers), die sich gegenwärtig im Besitz von Jon Ledecky befinden und die in der American Hockey League spielen.
Die Farmteams werden in der NHL oft dazu benutzt, die Nachwuchsspieler und Rookies auf die „richtigen“ NHL-Spiele vorzubereiten. Den Nachwuchs beziehen die Islanders dabei, wie die anderen Vereine, vor allem über die NHL Entry Draft, über die alljährlich vielversprechende Nachwuchsspieler in die Liga gelangen.

## Erfolge und Ehrungen

### Sportliche Erfolge
In den Jahren 1980, 1981, 1982 und 1983 gewannen die New York Islanders den Stanley Cup, die begehrteste Trophäe der Eishockeywelt. 1984 standen sie im Finale, unterlagen dort jedoch den Edmonton Oilers 1:4.
Clarence S. Campbell Bowl
- 1977/78, 1978/79, 1980/81

Prince of Wales Trophy
- 1981/82, 1982/83, 1983/84

### NHL Awards
Art Ross Trophy
- Bryan Trottier: 1978/79

Bill Masterton Memorial Trophy
- Ed Westfall: 1976/77
- Mark Fitzpatrick: 1991/92
- Robin Lehner: 2018/19

Calder Memorial Trophy
- Denis Potvin: 1973/74
- Bryan Trottier: 1975/76
- Mike Bossy: 1977/78
- Bryan Berard: 1996/97
- Mathew Barzal: 2017/18

Conn Smythe Trophy
- Bryan Trottier: 1979/80
- Butch Goring: 1980/81
- Mike Bossy: 1981/82
- Billy Smith: 1982/83

Frank J. Selke Trophy
- Michael Peca: 2001/02

Hart Memorial Trophy
- Bryan Trottier: 1978/79

Jack Adams Award
- Al Arbour: 1978/79
- Barry Trotz: 2018/19

James Norris Memorial Trophy
- Denis Potvin: 1975/76, 1977/78, 1978/79

King Clancy Memorial Trophy
- Bryan Trottier: 1988/89
- Doug Weight: 2010/11
- Anders Lee: 2023/24

Lady Byng Memorial Trophy
- Mike Bossy: 1982/83, 1983/84, 1985/86
- Pierre Turgeon: 1992/93

Lester Patrick Trophy
- Bill Torrey: 1982/83
- Al Arbour: 1991/92
- Ken Morrow: 1995/96
- Pat LaFontaine: 1996/97

Jim Gregory General Manager of the Year Award
- Lou Lamoriello: 2019/20, 2020/21

Vezina Trophy
- Billy Smith: 1981/82

William M. Jennings Trophy
- Billy Smith & Roland Melanson: 1982/83
- Robin Lehner & Thomas Greiss: 2018/19

Budweiser NHL Man of the Year Award
- Bryan Trottier: 1987/88

Charlie Conacher Humanitarian Award
- Ed Westfall: 1973/74

NHL Foundation Player Award
- Travis Hamonic: 2016/17

NHL-Spieler des Jahres
- Pat LaFontaine: 1989/90

Legende:
Auszeichnung wird nicht mehr vergeben

### NHL All-Star-Team-Nominierungen
| Auszeichnung         | Name                                                                                               | Saison |
| First All-Star Team  | Denis Potvin Bryan Trottier Clark Gillies Mike Bossy John Tavares                                  | 1974/75, 1975/76, 1977/78, 1978/79, 1980/81 1977/78, 1978/79 1977/78, 1978/79 1980/81, 1982/83, 1983/84, 1985/86 2014/15 |
| Second All-Star Team | Glenn Resch Denis Potvin Mike Bossy Bryan Trottier John Tonelli Roland Melanson Ilja Sorokin       | 1975/76, 1978/79 1976/77, 1983/84 1977/78, 1978/79, 1984/85 1981/82, 1983/84 1981/82, 1984/85 1982/83 2022/23            |
| All-Rookie Team      | David Volek Wladimir Malachow Bryan Berard Trent Hunter John Tavares Michael Grabner Mathew Barzal | 1988/89 1992/93 1996/97 2003/04 2009/10 2010/11 2017/18                                                                  |

Seit der Gründung des Franchises gelang es sieben Spielern zusammen 26 Mal für eines der All-Star-Teams sowie sieben weiteren für das All-Rookie-Team nominiert zu werden.

### NHL All-Star Game-Nominierungen
Abkürzungen: GP = Spiele, G = Tore, A = Vorlagen,
Pts = Punkte
| Name           | von – bis | GP | G | A | Pts |
| Denis Potvin   | 1974–1988 | 9  | 5 | 4 | 9   |
| Mike Bossy     | 1978–1986 | 7  | 2 | 2 | 4   |
| Bryan Trottier | 1976–1986 | 7  | 1 | 2 | 3   |
| Pat LaFontaine | 1988–1991 | 4  | 2 | 2 | 4   |
| John Tavares   | 2012–2016 | 3  | 5 | 1 | 6   |
| Ed Westfall    | 1973–1975 | 3  | 0 | 0 | 0   |
| Pierre Turgeon | 1993–1994 | 2  | 3 | 6 | 9   |
| John Tonelli   | 1982–1985 | 2  | 0 | 1 | 1   |
| Glenn Resch    | 1976–1977 | 2  | – | – | –   |

Mit neun Teilnahmen für die Islanders ist Denis Potvin der Spieler, der auf die meisten Teilnahmen in der Geschichte des Teams zurückblicken kann. Mit neun Punkten ist er der erfolgreichste Spieler. Neben ihm erreichte auch Pierre Turgeon, der nur zwei All-Star-Partien für die Islanders bestritt, neun Punkte. Potvins fünf Tore und Turgeons sechs Vorlagen sind die Bestmarken der Islanders-Spieler.
Beim All-Star Game 1973 war Ed Westfall der erste Spieler, der für die Islanders teilnahm. Beim All-Star Game 1974 gelang Denis Potvin das erste Tor bei einem All-Star-Game.
Torhüter Billy Smith wurde 1978 zum wertvollsten Spieler des All-Star-Games gewählt. Er war erst der zweite Torhüter, dem dies gelang.
Im Jahr 1983 waren die Islanders zum bisher einzigen Male Gastgeber, als sie die 35. Ausgabe im Nassau Veterans Memorial Coliseum ausrichteten.
Außer den All-Star-Games gab es drei weitere Anlässe, bei dem die NHL ein All-Star-Team stellte. Die Summit Series 1972 fand vor der Gründung der Islanders statt. Beim Challenge Cup 1979 standen dann mit Denis Potvin, Mike Bossy, Bryan Trottier und Clark Gillies gleich vier Spieler der Islanders im Kader. Für das Rendez-vous ’87, bei dem erneut die sowjetische Nationalmannschaft Gegner des NHL-Teams war, wurde kein Spieler der Islanders berücksichtigt.

### Franchiserekorde
Im Folgenden werden ausgewählte Spielerrekorde des Franchise sowohl über die gesamte Karriere als auch über einzelne Spielzeiten aufgeführt.

#### Karriere
|                                   | Name           | Anzahl                                      |
| Meiste Spiele                     | Bryan Trottier | 1.123                                       |
| Meiste aufeinanderfolgende Spiele | Billy Harris   | 576 (7. Oktober 1972 bis 30. November 1979) |
| Meiste Tore                       | Mike Bossy     | 573                                         |
| Meiste Vorlagen                   | Bryan Trottier | 853                                         |
| Meiste Punkte                     | Bryan Trottier | 1.353 (500 Tore + 853 Vorlagen)             |
| Meiste Strafminuten               | Mick Vukota    | 1.879                                       |
| Meiste Shutouts                   | Glenn Resch    | 25                                          |

#### Saison
|                               | Name           | Anzahl                      | Saison  |
| Meiste Tore                   | Mike Bossy     | 69                          | 1978/79 |
| Meiste Vorlagen               | Bryan Trottier | 87                          | 1978/79 |
| Meiste Punkte                 | Mike Bossy     | 147 (64 Tore + 83 Vorlagen) | 1981/82 |
| Meiste Punkte als Rookie      | Bryan Trottier | 95 (32 Tore + 63 Vorlagen)  | 1975/76 |
| Meiste Punkte als Verteidiger | Denis Potvin   | 101 (31 Tore + 70 Vorlagen) | 1978/79 |
| Meiste Strafminuten           | Brian Curran   | 356                         | 1986/87 |
| Meiste Siege als Torhüter     | Jaroslav Halák | 38                          | 2014/15 |

## Trainer
Abkürzungen: GC = Spiele, W = Siege, L = Niederlagen, T = Unentschieden, OTL = Niederlagen nach
Overtime, Pts = Punkte, Pts % = Punktquote
| Name             | Saison            | Reguläre Saison | Reguläre Saison | Reguläre Saison | Reguläre Saison | Reguläre Saison | Reguläre Saison | Reguläre Saison | Playoffs | Playoffs | Playoffs |
| Name             | Saison            | GC              | W               | L               | T               | OTL             | Pts             | Win %           | GC       | W        | L        |
| Phil Goyette     | 1972/73*          | 48              | 6               | 38              | 4               | —               | 16              | .167            | —        | —        | —        |
| Earl Ingarfield  | 1972/73*          | 30              | 6               | 22              | 2               | —               | 14              | .233            | —        | —        | —        |
| Al Arbour        | 1973/74–1985/86   | 1038            | 552             | 317             | 169             | —               | 1273            | .613            | 171      | 109      | 62       |
| Terry Simpson    | 1986/87–1988/89*  | 187             | 81              | 82              | 24              | —               | 186             | .497            | 20       | 9        | 11       |
| Al Arbour        | 1988/89*–1993/94  | 461             | 187             | 220             | 54              | —               | 428             | .464            | 27       | 10       | 17       |
| Lorne Henning    | 1994/95           | 48              | 15              | 28              | 5               | —               | 35              | .365            | —        | —        | —        |
| Mike Milbury     | 1995/96–1996/97*  | 127             | 35              | 73              | 19              | —               | 89              | .350            | —        | —        | —        |
| Rick Bowness     | 1996/97*–1997/98* | 100             | 38              | 50              | 12              | —               | 88              | .440            | —        | —        | —        |
| Mike Milbury     | 1997/98*–1998/99* | 66              | 22              | 39              | 5               | —               | 49              | .371            | —        | —        | —        |
| Bill Stewart     | 1998/99*          | 35              | 10              | 18              | 7               | —               | 27              | .385            | —        | —        | —        |
| Butch Goring     | 1999/00–2000/01*  | 143             | 41              | 89              | 14              | 4               | 100             | .335            | —        | —        | —        |
| Lorne Henning    | 2000/01*          | 17              | 4               | 11              | 2               | 0               | 10              | .294            | —        | —        | —        |
| Peter Laviolette | 2001/02–2002/03   | 158             | 77              | 62              | 19              | 6               | 179             | .546            | 12       | 4        | 8        |
| Steve Stirling   | 2003/04–2005/06*  | 118             | 56              | 51              | 11              | 6               | 129             | .521            | 5        | 1        | 4        |
| Brad Shaw        | 2005/06*          | 40              | 18              | 18              | —               | 4               | 40              | .500            | —        | —        | —        |
| Ted Nolan        | 2006/07–2007/08   | 163             | 74              | 68              | —               | 21              | 169             | .518            | 5        | 1        | 4        |
| Al Arbour**      | 2007/08           | 1               | 1               | 0               | —               | 0               | 2               | 1.000           | —        | —        | —        |
| Scott Gordon     | 2008/09–2010/11*  | 164             | 60              | 84              | —               | 20              | 140             | .427            | —        | —        | —        |
| Jack Capuano     | 2010/11*–2016/17* | 483             | 227             | 192             | —               | 64              | 518             | .536            | 24       | 10       | 14       |
| Doug Weight      | 2016/17*–2017/18  | 122             | 59              | 49              | —               | 14              | 132             | .541            | —        | —        | —        |
| Barry Trotz      | 2018/19–2021/22   | 288             | 152             | 102             | —               | 34              | 338             | .587            | 49       | 28       | 21       |
| Lane Lambert     | 2022/23–2023/24*  | 127             | 61              | 46              | —               | 20              | 142             | .544            | 6        | 2        | 4        |
| Patrick Roy      | seit 2023/24*     | 119             | 55              | 47              | —               | 17              | 127             | .534            | 5        | 1        | 4        |

* Wechsel während der laufenden Saison;
** Interimstrainer
15 Trainer hatten die Islanders in ihrer mehr als dreißigjährigen Geschichte, doch nur einer wurde bei ihnen zur Legende. Nachdem man in einer enttäuschenden ersten Saison gleich zwei Trainer verschlissen hatte, holte man mit dem gut vierzigjährigen Al Arbour einen Coach, der sich zweimal mit mäßigem Erfolg bei den St. Louis Blues versucht hatte. Er führte die Islanders in seinen ersten 13 Jahren zu vier Stanley-Cup-Siegen, bevor er 1986 seinen Rücktritt erklärte. Als es unter seinem Nachfolger drei Jahre später nicht so gut lief, kehrte er für weitere fünfeinhalb Jahre hinter die Bande der Islanders zurück. Mehr als zwei aufeinander folgende Spielzeiten schaffte keiner seiner Nachfolger. Am zweitlängsten hielt sich Mike Milbury, der während seiner Zeit als General Manager einmal für zwei und einmal für zwei halbe Spielzeiten hinter der Bande stand. Unter den Trainern finden sich auch zwei Spieler aus der erfolgreichsten Zeit der Islanders. Lorne Henning, der nach seinem Karriereende die meiste Zeit als Assistenztrainer der Islanders tätig war, übernahm zweimal für je eine Saison den Posten des Cheftrainers und Butch Goring, der schon als Spieler die Rolle des Trainer-Assistenten innehatte, kehrte zum Ende der 90er Jahre als Coach zu den Islanders zurück.

## General Manager
| Name           | Saison           |
| Bill Torrey    | 1972/73–1991/92  |
| Don Maloney    | 1992/93–1995/96* |
| Darcy Regier   | 1995**           |
| Mike Milbury   | 1995/96*–2005/06 |
| Neil Smith     | 2006/07*         |
| Garth Snow     | 2006/07*–2017/18 |
| Lou Lamoriello | seit 2017/18     |

* Wechsel während der laufenden Saison

## Spieler

### Kader der Saison 2024/25
Stand: 26. Juni 2025
| Nr. | Nat.               | Spieler             | Pos. | Geburtsdatum       | in Org. seit | Geburtsort                               |
| --- | ------------------ | ------------------- | ---- | ------------------ | ------------ | ---------------------------------------- |
| 30  | Russland           | Ilja Sorokin        | G    | 4. August 1995     | 2020         | Nowokusnezk, Russland                    |
| 40  | Russland           | Semjon Warlamow     | G    | 27. April 1988     | 2019         | Kuibyschew, Russische SFSR               |
| 34  | Schweden           | Adam Boqvist        | D    | 15. August 2000    | 2025         | Falun, Schweden                          |
| 4   | Vereinigte Staaten | Anthony DeAngelo    | D    | 24. Oktober 1995   | 2025         | Sewell, New Jersey, USA                  |
| 24  | Vereinigte Staaten | Scott Mayfield      | D    | 14. Oktober 1992   | 2013         | St. Louis, Missouri, USA                 |
| 3   | Kanada             | Adam Pelech         | D    | 16. August 1994    | 2014         | Toronto, Ontario, Kanada                 |
| 26  | Vereinigte Staaten | Scott Perunovich    | D    | 18. August 1998    | 2025         | Hibbing, Minnesota, USA                  |
| 6   | Kanada             | Ryan Pulock         | D    | 6. Oktober 1994    | 2013         | Dauphin, Manitoba, Kanada                |
| 2   | Vereinigte Staaten | Mike Reilly         | D    | 13. Juli 1993      | 2023         | Chicago, Illinois, USA                   |
| 28  | Russland           | Alexander Romanow   | D    | 6. Januar 2000     | 2022         | Moskau, Russland                         |
| 13  | Kanada             | Mathew Barzal       | C    | 26. Mai 1997       | 2016         | Coquitlam, British Columbia, Kanada      |
| 53  | Kanada             | Casey Cizikas       | C    | 27. Februar 1991   | 2011         | Mississauga, Ontario, Kanada             |
| 11  | Kanada             | Anthony Duclair     | LW   | 26. August 1995    | 2024         | Montreal, Québec, Kanada                 |
| 18  | Schweden           | Pierre Engvall      | LW   | 31. Mai 1996       | 2023         | Ljungby, Schweden                        |
| 20  | Vereinigte Staaten | Hudson Fasching     | RW   | 28. Juli 1995      | 2022         | Milwaukee, Wisconsin, USA                |
| 16  | Kanada             | Julien Gauthier     | RW   | 15. Oktober 1997   | 2023         | Pointe-aux-Trembles, Québec, Kanada      |
|     | Schweden           | Emil Heineman       | LW   | 16. November 2001  | 2025         | Leksand, Schweden                        |
| 10  | Schweden           | Simon Holmström     | RW   | 24. Mai 2001       | 2019         | Tranås, Schweden                         |
| 14  | Kanada             | Bo Horvat – A       | C    | 5. April 1995      | 2023         | London, Ontario, Kanada                  |
| 27  | Vereinigte Staaten | Anders Lee – C      | C    | 3. Juli 1990       | 2013         | Saint Paul, Minnesota, USA               |
| 32  | Vereinigte Staaten | Kyle MacLean        | C    | 29. April 1999     | 2023         | Livingston (New Jersey), New Jersey, USA |
| 44  | Kanada             | Jean-Gabriel Pageau | C    | 11. November 1992  | 2020         | Ottawa, Ontario, Kanada                  |
| 21  | Vereinigte Staaten | Kyle Palmieri       | RW   | 1. Februar 1991    | 2021         | Smithtown, New York, USA                 |
| 7   | Russland           | Maxim Zyplakow      | RW   | 19. September 1998 | 2024         | Moskau, Russland                         |

### Mannschaftskapitäne
| Jahr      | Name          |
| 1972–1977 | Ed Westfall   |
| 1977–1979 | Clark Gillies |
| 1979–1987 | Denis Potvin  |
| 1987–1991 | Brent Sutter  |
| 1991–1996 | Pat Flatley   |
| 1996–1998 | Bryan McCabe  |
| 1998–1999 | Trevor Linden |
| 1999–2000 | Kenny Jönsson |

| Jahr      | Name           |
| 2000–2001 | kein Kapitän   |
| 2001–2004 | Michael Peca   |
| 2005–2007 | Alexei Jaschin |
| 2007–2009 | Bill Guerin    |
| 2009–2011 | Doug Weight    |
| 2011–2013 | Mark Streit    |
| 2013–2018 | John Tavares   |
| seit 2018 | Anders Lee     |

### Mitglieder der Hockey Hall of Fame
- Al Arbour
- Mike Bossy
- Jim Devellano
- Clark Gillies
- Pat LaFontaine
- Roberto Luongo
- Denis Potvin
- Billy Smith
- Bryan Trottier
- Pierre Turgeon

### Gesperrte Trikotnummern und geehrte Mitwirkende

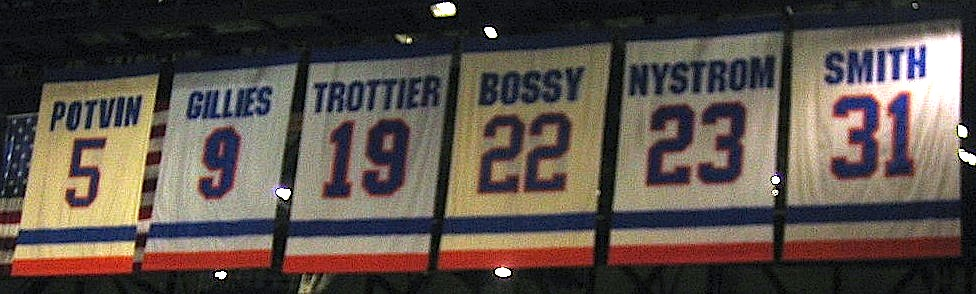
Die gesperrten Nummern an der Decke des Nassau Veterans Memorial Coliseum

In ihrer Franchise-Geschichte haben die New York Islanders bisher sieben Trikotnummern offiziell gesperrt. Zudem wird eine weitere offiziell nicht mehr vergeben. Diese sechs gesperrten Rückennummern hängen als Banner im Nassau Veterans Memorial Coliseum und werden an keinen Spieler mehr vergeben.
| Nr. | Name           | Sperrungsdatum             |
| 5   | Denis Potvin   | 1. Februar 1992            |
| 9   | Clark Gillies  | 7. Dezember 1996           |
| 19  | Bryan Trottier | 20. Oktober 2001           |
| 22  | Mike Bossy     | 3. März 1992               |
| 23  | Bob Nystrom    | 1. April 1995              |
| 27  | John Tonelli   | 21. Februar 2020           |
| 31  | Billy Smith    | 20. Februar 1993           |
| 91  | Butch Goring   | 29. Februar 2020           |
| 99  | Wayne Gretzky  | 6. Februar 2000 (ligaweit) |

Zwischen 1992 und 2001 ehrten die Islanders fünf Spieler aus dem Team, das von 1980 bis 1983 viermal in Folge den Stanley Cup gewinnen konnte. Die Stars der Mannschaft Denis Potvin und Mike Bossy waren 1992 die beiden ersten, denen diese Ehre zuteilwurde. Von 1993 bis 1996 folgten Torwart Billy Smith, Bob Nystrom und Mannschaftskapitän Clark Gillies. Erst 2001 folgte mit Bryan Trottier ein weiterer Spieler. Am 21. Februar 2020 sperrten die New York Islanders die Rückennummer 27 von John Tonelli. Anders Lee durfte nach Absprache mit John Tonelli die Nummer 27, auch nach der Sperrung, weiterhin tragen. Am 29. Februar 2020 sperrten die New York Islanders die Rückennummer 91 von Butch Goring.
Die Rückennummer 99 ist seit dem 6. Februar 2000 ligaweit zu Ehren von Wayne Gretzky gesperrt worden.
Die New York Islanders haben noch weitere Mitwirkende mit Bannern geehrt.
- 1500 Al Arbour, Trainer (1973–1986, 1988–1994, 3. November 2007); der Banner wurde am 3. November 2007 aufgehängt, nachdem Arbour für ein Spiel auf die Trainerbank der Islanders zurückgekehrt war, um sein 1500. Spiel als Trainer der Mannschaft zu bestreiten. Er ersetzt den am 25. Januar 1997 aufgehängten Banner mit der Nummer 739, der für die 739 Siege von Al Arbour in der regulären Saison stand.
- Bill Torrey, General Manager, Präsident und Vize-Präsident (1972–1992); auf seinem Banner stehen die Worte „The Architect“ und statt einer Nummer ist auf dem Banner eine Fliege, die er immer getragen hat und sein Markenzeichen war.

### Top-10-Wahlrechte im NHL Entry Draft
| Name               | Jahr | Draft-Position |
| Billy Harris       | 1972 | 1.             |
| Denis Potvin       | 1973 | 1.             |
| Clark Gillies      | 1974 | 4.             |
| Pat LaFontaine     | 1983 | 3.             |
| Brad Dalgarno      | 1985 | 6.             |
| Dave Chyzowski     | 1989 | 2.             |
| Scott Scissons     | 1990 | 6.             |
| Scott Lachance     | 1991 | 4.             |
| Darius Kasparaitis | 1992 | 5.             |
| Brett Lindros      | 1994 | 9.             |
| Wade Redden        | 1995 | 2.             |
| Jean-Pierre Dumont | 1996 | 3.             |
| Roberto Luongo     | 1997 | 4.             |
| Eric Brewer        | 1997 | 5.             |

| Name              | Jahr | Draft-Position |
| Michael Rupp      | 1998 | 9.             |
| Tim Connolly      | 1999 | 5.             |
| Taylor Pyatt      | 1999 | 8.             |
| Branislav Mezei   | 1999 | 10.            |
| Rick DiPietro     | 2000 | 1.             |
| Raffi Torres      | 2000 | 5.             |
| Kyle Okposo       | 2006 | 7.             |
| Josh Bailey       | 2008 | 9.             |
| John Tavares      | 2009 | 1.             |
| Nino Niederreiter | 2010 | 5.             |
| Ryan Strome       | 2011 | 5.             |
| Griffin Reinhart  | 2012 | 4.             |
| Michael Dal Colle | 2014 | 5.             |
| Matthew Schaefer  | 2025 | 1.             |

Die Spieler der frühen Draftjahre 1963 bis 1968 sind hier nicht aufgeführt.
Seit 1969 hatten die New York Islanders 61 Draftrechte in der ersten Runde des NHL Entry Draft, bis 1978 als NHL Amateur Draft bekannt. 33 Mal konnten sie bereits als eine der ersten zehn Mannschaften einen Spieler auswählen und fünf Mal hatten sie das erste Wahlrecht im Draft.

### Franchise-Top-Punktesammler
Die zehn besten Punktesammler in der Geschichte des Franchise bis zum Ende der regulären Saison 2024/25 und der Playoffs 2025.
Abkürzungen: Pos = Position, GP = Spiele, G = Tore, A = Vorlagen, Pts = Punkte, P/G = Punkte pro Spiel
| Name           | Pos | Saison          | GP   | G   | A   | Pts  | P/G  |
| Bryan Trottier | C   | 1975/76–1989/90 | 1123 | 500 | 853 | 1353 | 1,20 |
| Mike Bossy     | RW  | 1977/78–1986/87 | 752  | 573 | 553 | 1126 | 1,49 |
| Denis Potvin   | D   | 1973/74–1987/88 | 1060 | 310 | 742 | 1052 | 0,99 |
| Clark Gillies  | LW  | 1974/75–1985/86 | 872  | 304 | 359 | 663  | 0,76 |
| John Tavares   | C   | 2009/10–2017/18 | 669  | 272 | 349 | 621  | 0,93 |
| Brent Sutter   | C   | 1980/81–1991/92 | 694  | 287 | 323 | 610  | 0,87 |
| Josh Bailey    | RW  | 2008/09–2022/23 | 1057 | 184 | 396 | 580  | 0,55 |
| Brock Nelson   | C   | seit 2012/13    | 901  | 295 | 279 | 574  | 0,64 |
| Pat LaFontaine | C   | 1983/84–1990/91 | 530  | 287 | 279 | 566  | 1,06 |
| John Tonelli   | LW  | 1978/79–1985/86 | 594  | 206 | 338 | 544  | 0,91 |

| Name           | Pos | GP  | G  | A   | Pts | P/G  |
| Bryan Trottier | C   | 175 | 64 | 106 | 170 | 0,97 |
| Denis Potvin   | D   | 185 | 56 | 108 | 164 | 0,88 |
| Mike Bossy     | RW  | 129 | 85 | 75  | 160 | 1,24 |
| Clark Gillies  | LW  | 159 | 47 | 46  | 93  | 0,58 |
| Bob Bourne     | C   | 129 | 38 | 54  | 92  | 0,71 |
| Bob Nystrom    | RW  | 157 | 39 | 44  | 83  | 0,52 |
| John Tonelli   | LW  | 113 | 28 | 55  | 83  | 0,73 |
| Butch Goring   | C   | 99  | 28 | 40  | 68  | 0,68 |
| Brent Sutter   | C   | 88  | 24 | 35  | 59  | 0,67 |
| Stefan Persson | D   | 102 | 7  | 50  | 57  | 0,55 |